# Montceaux-lès-Meaux
Montceaux-lès-Meaux ist eine französische Gemeinde mit 646 Einwohnern (Stand 1. Januar 2022) im Département Seine-et-Marne in der Region Île-de-France. Sie gehört zum Arrondissement Meaux und zum Kanton La Ferté-sous-Jouarre. Sie ist Mitglied im Kommunalverband Communauté d'Agglomération du Pays de Meaux.

## Sehenswürdigkeiten
- Schloss Montceaux, erbaut im 17. Jahrhundert
- L'aqueduc de la Dhuis (Aquädukt)
- Pfarrkirche Notre-Dame-de-l'Assomption, erbaut 1894

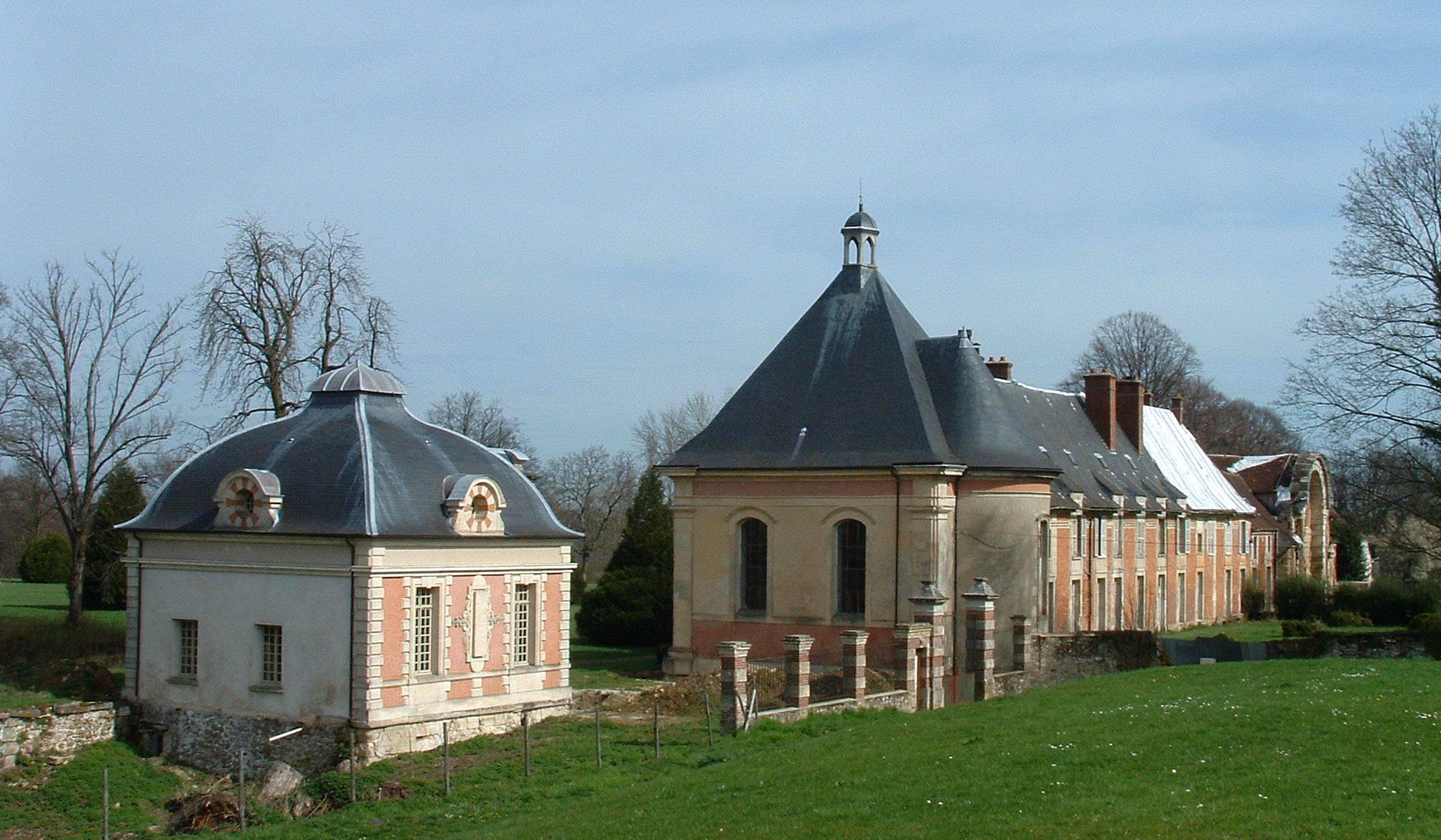
Nebengebäude des Schlosses Montceaux